# 호소카와 치에코
호소카와 치에코(細川智栄子, 1935년 1월 1일 ~)은 일본의 여성 만화가이다. 오사카시에서 태어났다. 《쿠레나이노 바라(くれないのばら →주홍 장미)》로 1958년에 데뷔하였다. 여동생 후민과 함께 《왕가의 문장》을 1976년부터 아키타 쇼텐의 소녀 만화 잡지 《프린세스》에 연재하고 있다.
다른 작품인 《동경(あこがれ)》은 1986년 《하나요메이쇼와 다레가 키루(花嫁衣裳は誰が着る →신부 의상은 누가 입지?)》란 제목의 텔레비전 드라마로 제작되었다. 《어텐션 플리즈(アテンションプリーズ)》는 1970년에 제작된 동명의 텔레비전 드라마를 만화화한 것으로 드라마는 2006년에 리메이크되었다.

## 대표 작품
- 왕가의 문장
- 백작영애
- 어텐션 플리즈
- 검은 미소
- 사랑의 샘
- 동경